# Musefiu Ashiru
Musefiu Olasunkanmi Ashiru (født 26. juni 1994) er en nigeriansk fodboldspiller, der spiller for Skive IK, hvortil han er udlejet fra FC Midtjylland.

## Klubkarriere

### FC Midtjylland
Ashiru kom til FC Midtjylland fra FCMs nigerianske samarbejdsklub FC Ebedei. Han fik sin debut for FC Midtjyllands bedste mandskab i pokalottendedelsfinale mod Randers FC.
Den 3. januar 2014 forlængede Ashiru sin kontrakt med FCM indtil 2017. Han har siden 2015 været udlejet til først Ringkøbing I.F. og Skive IK.

## Spillestil
Musefiu Ashiru er en gennembrudsstærk spiller, som foruden sin hurtighed også er en teknisk stærk spiller, hvor han er især dygtig på den sidste tredjedel af banen.